# Hoz del Huécar

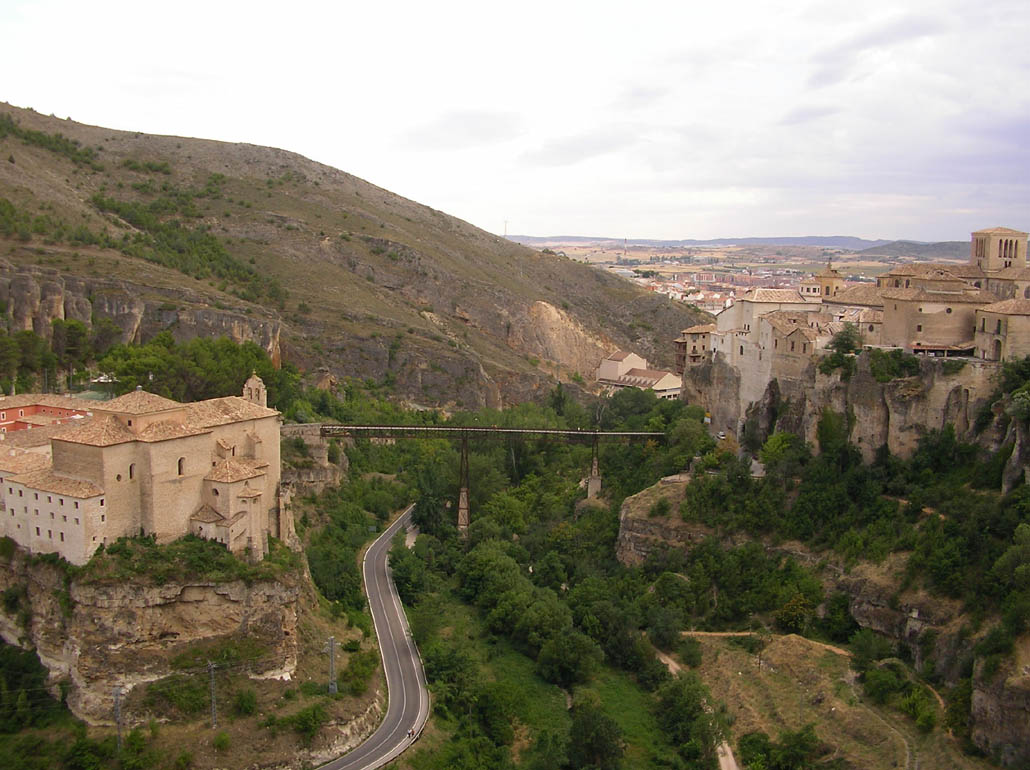
La Hoz del Huécar.

La Hoz del Huécar es un accidente geográfico de la cuenca del río Huécar en las proximidades de la ciudad de Cuenca, comunidad autónoma de Castilla-La Mancha, España. En el cañón formado por el río se sitúan una serie de monumentos como las Casas Colgadas, el Convento de San Pablo o la Posada de San José.